# Liste der Monuments historiques in La Chapelle-Thémer
Die Liste der Monuments historiques in La Chapelle-Thémer führt die Monuments historiques in der französischen Gemeinde La Chapelle-Thémer auf.

## Liste der Bauwerke
| Bezeichnung          | Beschreibung            | Standort | Kennzeichnung | Schutzstatus | Datum | Bild |
| -------------------- | ----------------------- | -------- | ------------- | ------------ | ----- | ---- |
| Château du Fougeroux | Schloss, erbaut um 1800 | (Lage)   | PA85000015    | Inscrit      | 1999  |      |
| Hosianna-Kreuz       | 18. Jahrhundert         | (Lage)   | PA85000024    | Inscrit      | 2006  |      |

## Liste der Objekte
- Monuments historiques (Objekte) in La Chapelle-Thémer in der Base Palissy des französischen Kultusministeriums